# Brezova Reber
Brezova Reber – wieś w Słowenii, w gminie Semič. W 2018 roku liczyła 40 mieszkańców.